# Bóbitásfejűek
A bóbitásfejűek (Lophotidae) a csontos halak (Osteichthyes) főosztályának sugarasúszójú halak (Actinopterygii) osztályába és a tündöklőhal-alakúak rendjébe tartozó család.

## Rendszerezés
A családba az alábbi 2 nem és 3 faj tartozik
- Eumecichthys (Regan, 1907) - 1 faj 
  - Eumecichthys fiski

- Lophotus (Giorna, 1809) - 2 faj 
  - Lophotus capellei
  - Lophotus lacepede